# Rochefort-sur-Loire
Rochefort-sur-Loire là một xã thuộc tỉnh Maine-et-Loire trong vùng Pays de la Loire phía tây nước Pháp. Xã này nằm ở khu vực có độ cao trung bình 46 mét trên mực nước biển.
Sông Layon chảy qua thị trấn.